# Chiara Bigatti
Chiara Bigatti (Milano, 31 ottobre 1963) è un'illustratrice italiana.

## Biografia
Chiara Bigatti (Chiara Maria Luisa Bigatti) ha frequentato l'Accademia di Belle Arti di Brera a Milano. Dal 1986 le sue illustrazioni sono state pubblicate sulle riviste italiane: Bella, Brava Casa, Class, Il Corriere dei Piccoli, Snoopy, Psychologies Magazine Italia e la rivista Monsieur, diretta da Franz Botré.

## Premi
- Primo premio "Disegni al Sole" Edizioni dell'Arco, 2008.[1]
- Premio speciale della giuria per la sperimentazione –“Mandala della scarpa”- Scarpetta d'oro - 2011 [2]
- Premio speciale della giuria per la sperimentazione - “Scarpe tra passato e futuro” - Scarpetta d'oro - 2013[3]

## Esposizioni
- Lucca comics and games 2008 - Mostra internazionale del fumetto, del film d'animazione, dell'illustrazione e del gioco [4]
- Palazzo delle Stelline - Milano - dal 18 ottobre 2012 al 1º dicembre 2012[5] - "Metamorfosi del Viaggiatore" esposizione collettiva [6]

## Riconoscimenti
- Chiara Bigatti è fra i 96 autori selezionati nel "Annual 2013" dell'Associazione illustratori[7]
- Selezionata per "Annual 2014" dell'Associazione Illustratori[8]
- Selezionata per "Annual 2015" dell'Associazione Autori di Immagini[9]

## Libri
- Il 10 settembre 2014 pubblica il libro per bambini "Toporomanzo".[10]